# Libertas (Norge)
 For alternative betydninger, se Libertas. (Se også artikler, som begynder med Libertas)
Libertas var en norsk politisk organisation som eksisterede fra 1947 til 1988. Den blev stiftet for at være en modvægt til den rådende socialdemokratiske ideologi. Organisationen blev opfattet som liberal i økonomiske spørgsmål og ellers som stærkt konservativ. Libertas ophørte som organisation i 1988 og blev omdannet til Liberalt forskningsinstitutt (Lifo). Efterfølgeren Lifo har ikke nogen selvstændig aktivitet længere, men forvalter betydelige økonomiske værdier og bidrog med en stor del af kapitalen ved oprettelsen af tænketanken Civita i 2003. I den forstand er Libertas en forløber for Civita. Libertas ejede ugebladet NÅ, herregården Elingård, hvor der bl.a. blev drevet kursusvirksomhed, en radiokanal, Radio Libertas, samt den traditionsrige konservative avis Morgenbladet. Organisationens mest markante skikkelse fra grundlæggelsen til 1976 var dens generalsekretær Trygve de Lange; en stilling som senere blev besat af bl.a. Odd Grann og Jan Brøgger. Prinsesse Ragnhilds svoger Erik Finn Lorentzen var også en central skikkelse i organisationen i en årrække.

## Historie
Det erklærede formål med Libertas var at «arbeide for næringsfrihet, åndsfrihet og politisk frihet som grunnlag for en fullverdig livsstandard for alle». Mere konkret var hovedsagerne frihandel, fri prisdannelse, skattelettelser, bevægelig rente og afvikling af statens direkte ejerskap i erhvervslivet. I de første år blev Libertas i stor grad ignoreret eller nærmest latterliggjort blandt norske politikere og bureaukrater. 
Libertas blev startet i 1947.  Organisationen gav i en periode økonomiske bidrag til Høyre og de andre borgerlige partier, men fokuserede senere på egen opplysningsvirksomhed og ejerskab af medievirksomheder. Organisationen ejede ugebladet NÅ, avisen Morgenbladet, radiokanalen Radio Libertas – Næringslivsradioen i Oslo, og drev forlag, brevskole og anden kursusvirksomhes på herregården Elingård, som organisationen købte i 1948. Libertas gav også ugemagasinet Farmand omfattende økonomisk støtte. Partipolitisk var organisationen knyttet til Høyre, selv om samarbejdet ikke altid var lige godt. De fleste bestyrelsesmedlemmer var medlemmer af Høyre og mange af dem var aktive i partiet. Mange af bestyrelsesmedlemmerne var fremtrædende erhvervsfolk. Libertas distancerede sig fra Anders Langes Parti og var en stærk kritiker af venstreorienterede partier, bl.a. af SV.
I 1970-erne var organisationen bl.a. synlig i samfundsdebatten med kampagnen «For deg – mot formynderstaten».
Libertas ejede i tillæg til Elingård også en stor repræsentativ villa i Oscars gate 55 på Frogner, hvor organisationen havde kontorer, men den blev solgt i slutningen af 1980-erne i forbindelse med omdannelsen af organisationen til Lifo. Lifo havde senere mindre kontorer i Meltzers gate. Per 1986 havde Libertas en administration på 12 ansatte, men dette blev reduceret til to året efter, og i 1988 nedlagdes organisationen i forbindelse med etableringen af Lifo.

## Generalsekretærer
- Advokat Trygve de Lange (1946–1976)
- Odd Grann (1976–1981)
- Professor Odd Gisholt (1981–1986)
- Ingrid Stange (1986–1987)
  - Arne Slettebøe (assisterende generalsekretær og redaktør for Radio Libertas)
- Professor Jan Brøgger (1987–1988)
  - Frode Mauring (assisterende generalsekretær under Brøgger)

## Bestyrelsesformænd
- Skibsreder Odd Berg (1947-1957)
- Grosserer Aage Jørgensen (1957–1962)
- Skibsmægler John Frederik Biermann (?)
- Højesteretsadvokat Johan Hjort (1965–1969)
- Speditør Jens C. Hagen (1969-?)
- Skibsreder Erik Finn Lorentzen (1972–1976)
- Civilingeniør Hjalmar Aass (1976–1979)
- Konsulent Birger Halvorsen (1979-?)
- Højesteretsadvokat Sverre Sunde (ca. 1985)
- Skibsreder Sigurd Herlofson (ca. 1987)